# 布強格駅
布強格駅（中国語：布强格站）は中華人民共和国青海省海西モンゴル族チベット族自治州ゴルムド市タングラ山鎮にある青蔵鉄道の鉄道駅。中国鉄路青蔵集団公司が管理している。現在、当駅に停車する列車はない。

## 歴史
- 2006年7月1日：開業[4]。

## 隣の駅
中国国鉄
青蔵鉄道
布瑪徳駅 - 布格強駅 - タングラ駅